# 030 Est 1002 à 1005
Les Mammouth série 9 numéros 1002 à 1005 sont des locomotives à vapeur construites pour la Compagnie des chemins de fer de l'Est par ses ateliers situés à Épernay en 1893 sous les directives de M. Salomon, ingénieur en chef. En 1938 il ne restait plus que 3 machines qui devinrent les 1-030 A 2, 4 et 5 à la SNCF.

## Genèse
La construction de ces machines avait pour but de comparer la simple expansion et la double expansion (ou compoundage). Il en résulte que les machines 1002 et 1003 étaient du type compound et que les 1004 et 1005 étaient du type simple expansion. Si les 1002 et 1003 furent les premières machines compound de la Compagnie des chemins de fer de l'Est elles ne connurent pas de descendance à l'inverse des 1004 et 1005 qui donneront les 030 Est 3001 à 3014 (futures : 1-030 B 1 à 14 ).

## Description
Ces machines disposaient d'un foyer de type « Crampton » et d'un échappement à valves. La distribution était intérieure et du type « à coulisse d'Allan ». De même le châssis était extérieur aux essieux. Dans leur aspect elles ne reprenaient pas les traits typiques de l'EST et dénotaient même, avec une porte de boîte à fumées inclinée suivant l'axe des cylindres, l'absence de sablières et une cabine étroite et sans prolongation arrière.

## Utilisation et services
La 1-030 A 2 fut réformée la première en octobre 1938, la 1-030 A 4 en 1940 et la dernière, la 1-030 A 5 le fut en 1945 après n'avoir assuré que des services secondaires.

## Tenders
Les tenders qui leur furent accouplés furent les mêmes que ceux des 021 Est 441 à 485 (futures : 1-021 A entre 446 et 478 ), à savoir des tenders à 2 essieux contenant 7 m3 d'eau et 5 t de charbon immatriculés 826 à 958 et des tenders toujours à 2 essieux mais contenant 10 m3 d'eau et 5 t de charbon immatriculés 371 à 427. Les premiers devinrent les 1-7 A 826 à 958 et les deuxièmes devinrent les 1-10 A 371 à 427.

## Caractéristiques pour les 1002 et 1003
- Pression de la chaudière : 13 kg/cm2
- Surface de grille : 2,59 m2
- Surface de chauffe : 115,3 m2
- Diamètre et course du cylindre HP : 490 mm * 650 mm
- Diamètre et course du cylindre BP : 790 mm * 650 mm
- Diamètre des roues motrices : 1 420 mm
- Masse à vide : 41,7 t
- Masse en ordre de marche : 48,2 t
- Masse adhérente : 48,2 t
- Longueur hors tout : 9,75 m
- Masse du tender en ordre de marche :
  - 24 t pour les 7 A 826 à 958
  - 27,2 t pour les 10 A 371 à 427
- Masse totale : entre 72,2 t et 75,4 t
- Longueur totale : ?
- Vitesse maximale en service : 60 km/h

## Caractéristiques pour les 1004 et 1005
- Pression de la chaudière : 13 kg/cm2
- Surface de grille : 2,59 m2
- Surface de chauffe : 119 m2
- Diamètre et course des cylindres : 470 mm * 650 mm
- Diamètre des roues motrices : 1 420 mm
- Masse à vide : 41,6 t
- Masse en ordre de marche : 47,7 t
- Masse adhérente : 47,7 t
- Longueur hors tout : 9,75 m
- Masse du tender en ordre de marche :
  - 24 t pour les 7 A 826 à 958
  - 27,2 t pour les 10 A 371 à 427
- Masse totale : entre 71,7 t et 74,9 t
- Longueur totale : ?
- Vitesse maximale en service : 60 km/h